# Vermeil
Bacia em Vermeil - Bacia de ablução Vermeil que faz parte do serviço de coroação de Carlos X da França, Palácio Tau (Reims).
O vermeil é uma variedade de prata dourada. As características exigidas para este material são uma base de prata esterlina, revestidas com um revestimento de pelo menos 10 quilates e pelo menos 1 mícron e meio de espessura. No entanto, é comum usar ouro de 14 quilates, com maiores espessuras. A afinidade química entre a prata e o ouro confere às placas boas qualidades de resistência. Atualmente, o plaqueamento é obtido por eletrólise.
Originalmente, quando este trabalho foi introduzido na França, em meados do século XVIII, foi realizada uma gilding de fogo. O chapeamento possibilita evitar problemas relacionados à oxidação da prata.
O vermeil sendo mais caro do que a prata é um material usado para fazer objetos valiosos (jóias, medalhas), talheres, serviços de toalete e relógios. Na verdade, seu custo é intermediário entre o dos dois elementos que o compõem.
Giacomo Castiglioni, medalhista, pai do artista Giannino Castiglioni e diretor da fábrica Stefano Johnson, foi o primeiro a conceber o trabalho em Vermeil para medalhas.